# Episodi di Che Dio ci aiuti (seconda stagione)
La seconda stagione della serie televisiva Che Dio ci aiuti, composta da 16 episodi, è andata in onda in prima visione e in prima serata su Rai 1 dal 21 febbraio al 4 aprile 2013. Gli episodi, in replica, sono andati in onda anche su Rai HD in alta definizione.
| nº | Titolo                        | Prima TV         |
| -- | ----------------------------- | ---------------- |
| 1  | L'angelo custode              | 21 febbraio 2013 |
| 2  | Fino a prova contraria        | 21 febbraio 2013 |
| 3  | Il ricatto                    | 28 febbraio 2013 |
| 4  | Io sono nessuno               | 28 febbraio 2013 |
| 5  | Le strade della vita          | 7 marzo 2013     |
| 6  | Tesoro della zia              | 7 marzo 2013     |
| 7  | Compagne di cella             | 14 marzo 2013    |
| 8  | Ovunque tu sia                | 14 marzo 2013    |
| 9  | L'amore che cambia            | 20 marzo 2013    |
| 10 | La vita in gioco              | 20 marzo 2013    |
| 11 | È mio figlio                  | 28 marzo 2013    |
| 12 | Maledetto San Valentino       | 28 marzo 2013    |
| 13 | Il ragazzo che voleva correre | 3 aprile 2013    |
| 14 | Nient'altro che la verità     | 3 aprile 2013    |
| 15 | Tutti i battiti del mio cuore | 4 aprile 2013    |
| 16 | Il vero padre                 | 4 aprile 2013    |

## L'angelo custode
- Diretto da: Francesco Vicario
- Scritto da: Elena Bucaccio

### Trama
Un anno dopo la fine della prima stagione, Marco e Giulia si sono sposati e si sono trasferiti insieme a Cecilia. Intanto Manuela, un'amica di suor Angela, in punto di morte le chiede di convincere Guido che è avvocato e professore di Diritto all'università, a prendersi cura di Davide, il suo bambino di sette anni. Guido, però, non vuole sapere perché il bambino è nato da una relazione extraconiugale e ritiene di non avere obblighi nei suoi confronti. Manuela, però, è stata lasciata dall'uomo con cui era andata letto e da cui era probabilmente rimasta incinta di Davide e di quest'uomo si sa solo il nome Davide, nel frattempo ospitato nel convitto di Suor Angela, dovrebbe quindi essere affidato a una casa famiglia se Guido non se ne vuol prendere cura. Suor Angela prova a rivolgersi a una casa famiglia, ma Davide è troppo traumatizzato dalla morte della madre: non riesce, cioè, a percepire quell'angelo custode di cui sua mamma gli parlava sempre per riuscire a stringere amicizia con gli altri bambini e, la prima notte, ritorna di nascosto nel convitto rivelando la sua presenza giocando a calcio con il suo inseparabile pallone da solo in una stanza. 
Suor Angela deve quindi convincere assolutamente Guido e ci riesce grazie ad un altro suo amico, ovvero il rettore Giorgio Alfieri. Giorgio infatti, ha bisogno di aprire una nuova residenza universitaria e ottiene da suor Angela consenso di destinare parte del agli studenti; ciò si rivela anche essere l'unica soluzione per pagare i cinquemila euro di affitto in più richiesti dal proprietario dell'immobile in cui il convitto ha sede, per cui anche Suor Costanza (che non voleva maschi in convitto) non può opporsi all'idea di suor Angela. Ottenuto quindi il consenso di suor Angela, il rettore Alfieri riesce a aprire la nuova residenza convincendo Guido a restare lì come tutor per un anno: il rettore, infatti, fa leva sul fatto che Guido, da avvocato, abbia sempre difeso per la sua volontà le persone più bisognose. Guido viene poi convinto anche a continuare la pratica dell'affidamento, dichiarando la sua volontà anche davanti a giudice, a patto che venga certo anche il padre naturale di Davide.
Azzurra nel frattempo, fallisce due volte ancor prima di iniziare un lavoro da cameriera ma, uscita dal secondo ristorante, viene avvicinata da Guido (che ha notato in che malo modo l'hanno licenziata): Guido inizia subito a farle avance e lei lo trova molto dolce e generoso, cosicché alla fine accetta di fare da tata a Davide; Margherita, nonostante abbia studiato, viene bocciata all'esame per entrare al corso di specializzazione in medicina legale; al convitto arrivano poi due ragazze che stanno facendo praticantato nello studio legale Balestrari: Chiara Alfieri, la figlia del rettore, e Nina Cristaldi. Nina però, non sopporta Chiara perché la ritiene una raccomandata che vuole rubarle il posto al lavoro.
- Altri interpreti: Massimo Wertmüller (Giorgio Alfieri), Riccardo Polizzy Carbonelli (notaio Leonardi), Valentina Chico (Manuela Martini), Edelfa Masciotta (Beatrice).
- Ascolti: telespettatori 7 681 000 – share 25,01%[1].

## Fino a prova contraria
- Diretto da: Francesco Vicario
- Scritto da: Elena Bucaccio, Umberto Gnoli, Camilla Paternò

### Trama
Nicola Tagliacozzi, un ex tossicodipendente, viene accusato di spaccio internazionale e arrestato dalla polizia, che lo ha seguito fino al convitto. Suor Angela, però, crede alla sua innocenza e chiede l'aiuto di Nina e Chiara per scagionarlo, senza sapere che Nina medita vendetta: il signor Tagliacozzi, infatti, era socio di suo padre e lo ingannò, portandogli via tutto e facendolo morire di crepacuore. Durante le indagini, Nina scopre che la polizia ha seguito un furgoncino identico a quello utilizzato da Nicola, ma cancella le prove. Suor Angela, però, scopre il legame tra Nina e Tagliacozzi e riesce a trovare il furgoncino giusto con l'aiuto di Guido. Scagionato Nicola, suor Angela riceve la notizia che il padre biologico di Davide era in carcere in Thailandia per spaccio, ma non si sa più nulla di lui da due anni.
Nel frattempo, Azzurra e Francesca vengono invitate al matrimonio della loro amica Camilla, e per non sfigurare fingono che Guido sia il loro fidanzato. Margherita, invece, va in ospedale per il suo primo giorno di servizio in corsia, ma scappa prima di cominciare. 
- Altri interpreti: Massimo Wertmüller (Giorgio Alfieri), Anna Ferruzzo (Caterina Bianchi Cristaldi), Edelfa Masciotta (Beatrice), Enzo Provenzano (Luciano Tagliacozzi), Angelo Donato Colombo (Nicola Tagliacozzi), Paolo Buglioni (avvocato Balestrari)
- Ascolti: telespettatori 7 170 000 – share 28,01%[1].

## Il ricatto
- Diretto da: Francesco Vicario
- Scritto da: Mario Ruggeri

### Trama
Tornando a casa dopo una cena con alcuni colleghi insieme alla dottoressa Clini, Margherita investe un motociclista, che finisce in coma. Avendo guidato in stato d'ebbrezza, Margherita rischia di essere radiata dall'albo dei medici e, se il motociclista dovesse morire, finire in carcere con l'accusa di omicidio colposo; margherita confesserà poi che alla guida della vettura, però, c'era in realtà la dottoressa Clini e Margherita rivela anche di aver accettato di mentire perché la donna è il direttore generale dell'ospedale e di non voler avere problemi con la legge. Facendosi aiutare da Guido, suor Angela alla fine scopre che la dottoressa Clini è affetta dalla malattia di Parkinson e che ha chiesto a Margherita di prendersi la colpa perché non voleva smettere di operare. Le accuse contro Margherita così cadono, anche dopo il provvidenziale aiuto del professor Lambiati, e infine il motociclista investito si risveglia dal coma.
Contemporaneamente, Azzurra esce con Umberto Abati, un uomo ricco che spera di poter sposare per non avere più problemi finanziari. Guido, però, vecchio amico di Umberto, gli intima di stare lontano da Azzurra quando scopre che vuole solo divertirsi. Intanto, vedendo che Nina e Chiara non vanno d'accordo, suor Angela fa in modo che le due ragazze si ritrovino in stanza insieme.
- Altri interpreti: Stefania Orsola Garello (dottoressa Clini), Edelfa Masciotta (Beatrice), Andrea Piedimonte (Umberto Abati), Paolo Buglioni (avvocato Balestrari).
- Ascolti: telespettatori 7 060 000 – share 23,91%[2].

## Io sono nessuno
- Diretto da: Francesco Vicario
- Scritto da: Lea Tafuri

### Trama
Davanti al convitto viene trovato un uomo, vittima di amnesia retrograda dopo essere stato investito. Suor Angela decide di ospitarlo e di dargli come nome Ulisse in attesa di scoprire la sua vera identità, impiegandolo intanto come giardiniere. Durante il soggiorno al convitto Ulisse recupera la memoria, scoprendo che il suo vero nome è Mauro Lo Vecchio e che fa lo strozzino. Amareggiato dalla vita che ha trovato, Mauro decide di restituire al signor Orditi, l'uomo che l'ha investito, centomila euro per pagare i debiti e di costituirsi.
Nel frattempo, mentre Azzurra riceve una multa salata per non aver pagato il bollo negli ultimi cinque anni e Margherita cerca di attirare l'attenzione del dottor Limbiati, Chiara confessa a suor Angela di essere incinta.
- Altri interpreti: Giovanni Calcagno (Ulisse / Mauro Lo Vecchio), Sebastiano Colla (signor Orditi).
- Ascolti: telespettatori 6 503 000 – share 25,58%[2].

## Le strade della vita
- Diretto da: Francesco Vicario
- Scritto da: Elena Bucaccio & Emanuela Canonico

### Trama
Chiara informa il padre e il fidanzato Riccardo di aspettare un bambino, ma riccardo scompare nel nulla. Rintracciato da Guido, confessa di non voler diventare padre, ma suor Angela scopre che in realtà non si considera all'altezza di Chiara perché sua madre era una prostituta, mentre il padre di chiara è un rettore. Chiara, intanto, per non far crescere il figlio con un solo genitore come è successo a lei, decide di abortire, ma alla fine rinuncia e Riccardo torna da lei, pronto a prendersi cura del bambino.
Intanto, Azzurra prepara Guido per l'esame della patente e Margherita segue il suo primo paziente da sola.
- Altri interpreti: Massimo Wertmüller (Giorgio Alfieri), Alessandro Borghi (Riccardo Manzi), Edelfa Masciotta (Beatrice).
- Ascolti: telespettatori 6 125 000 – share 19,82%[3].

## Tesoro della zia
- Diretto da: Francesco Vicario
- Scritto da: Umberto Gnoli, Sabina Marabini, Elena Bucaccio & Camilla Paternò

### Trama
Contemporaneamente all'arrivo al convitto di Elisa, la nipote quindicenne di suor Costanza, si verificano alcuni piccoli furti e suor Angela sospetta subito della ragazza: esterna così le sue preoccupazioni alla madre superiora, che, inizialmente restìa ad ammettere che la nipote possa fare una cosa del genere, decide di pedinare Elisa insieme a suor Angela, scoprendo che la ragazza aiuta di nascosto una donna rumena incinta e con un figlio piccolo, rimasta sola dopo la scomparsa del marito Ivan. Quando suor Angela informa il padre della ragazza delle azioni altruiste della figlia, Guido si accorge che questi conosceva Ivan. Interrogata Elisa a proposito, la ragazza confessa che l'uomo in realtà è morto davanti ai suoi occhi, schiacciato da una cassa nell'azienda del padre, che però non ha chiamato i soccorsi perché Ivan lavorava per lui in nero. Saputo dell'angoscia della figlia, Alfredo decide di costituirsi.
Intanto, Margherita comincia una relazione clandestina con il professor Limbiati, ma viene subito scoperta da suor Angela. Azzurra decide di conquistare Giannandrea Graziosi, suo ex compagno di scuola che ora è un ricco diplomatico. Parallelamente, mentre visita un appartamento con Riccardo, Chiara ha un malore e perde il bambino.
- Altri interpreti: Massimo Wertmüller (Giorgio Alfieri), Jgor Barbazza (Giannandrea Graziosi), Alessandro Borghi (Riccardo Manzi), Edelfa Masciotta (Beatrice), Caterina Shulha (Elisa Valenti), Sergio Albelli (Alfredo Valenti),
- Ascolti: telespettatori 5 726 000 – share 21,01%[3].

## Compagne di cella
- Diretto da: Francesco Vicario
- Scritto da: Mario Ruggeri

### Trama
Marta, ex compagna di cella di suor Angela, le chiede aiuto per trovare la figlia Maddalena, data in adozione tanti anni prima e che ora vuole conoscere perché non le rimane molto da vivere. I genitori adottivi, però, non vogliono che Maddalena la incontri perché, per non farla sentire rifiutata, essendo nata con un leggero problema al cuore, le hanno detto che la madre naturale è morta di parto. 
Quando poco dopo Marta si sente male, suor Angela scopre che è malata di leucemia e che spera che Maddalena possa donarle il midollo; decide così di non aiutarla più. Marta manda una lettera alla figlia, informandola di tutta la situazione. Maddalena rimane sconvolta e si arrabbia con i genitori per averle sempre mentito, ma alla fine fa pace con loro e accetta di fare il test di compatibilità, ma le analisi rivelano che il suo midollo non è compatibile. Marta lascia quindi il convitto dopo essersi riappacificata con la figlia.
Nel frattempo, Azzurra si prende cura di Davide e Guido, entrambi con la varicella. Una sera, nel delirio della febbre, Guido le confessa i suoi sentimenti e la bacia. La relazione di Margherita con Francesco continua, anche se suor Angela lo ritiene troppo vecchio per lei. Chiara decide di andare a New York per un master, ma cambia idea grazie a Riccardo.
- Altri interpreti: Massimo Wertmüller (Giorgio Alfieri), Jgor Barbazza (Giannandrea Graziosi), Alessandro Borghi (Riccardo Manzi), Edelfa Masciotta (Beatrice), Sara Alzetta (Marta Frustalupi), Antonietta Bello (Maddalena).
- Ascolti: telespettatori 6 315 000 – share 20,93%[4].

## Ovunque tu sia
- Diretto da: Francesco Vicario
- Scritto da: Elena Bucaccio & Giulio Calvani

### Trama
Mentre si avvicina il compleanno di Davide, Virginia Nenci, una studentessa di Guido e ballerina, sviene a causa di un'aritmia cardiaca. Nella sua borsa vengono trovate delle anfetamine. Guido vorrebbe allontanarla dalla residenza universitaria, ma l'esame tossicologico risulta pulito. Margherita ipotizza che la ragazza sia bulimica. 
Virginia confida a suor Angela di sentirsi sotto pressione, perché la madre dovette rinunciare alla parte di Giselle perché era rimasta incinta di lei. Per non compromettere ancora il suo fisico, Virginia accetta di farsi aiutare e non si presenta al provino per Giselle.
Intanto, Margherita è disperata perché Francesco, da quando gli ha detto di amarlo, non l'ha più chiamata ed è sparito. Tornato a Modena, l'uomo la lascia. Guido, invece, dice ad Azzurra di non ricordare nulla di quello che è successo tra di loro perché aveva la febbre e le consiglia di dimenticare.
- Altri interpreti: Jgor Barbazza (Giannandrea Graziosi), Camilla Diana (Virginia Nenci), Alessandra Antinori (Monica Nenci), Giancarlo Previati (signor Nenci).
- Ascolti: telespettatori 5 884 000 – share 22,99%[4].

## L'amore che cambia
- Diretto da: Francesco Vicario
- Scritto da: Luisa Cotta Ramosino, Cecilla Spera & Francesco Arlanch

### Trama
Il padre di Azzurra e Francesca si presenta in convitto per chiedere scusa a Francesca e azzurra per come l'hanno trattate nel corso degli anni. Suor Angela, però, non credendo alla sincerità dell'uomo, si fa aiutare da Guido a svolgere delle indagini sul suo conto, scoprendo che ha gravi problemi finanziari ed è indagato per la compravendita di un locale in centro. Il notaio Leonardi, infatti, si è riavvicinato ad Azzurra e Francesca solo perché hanno bisogno delle sue firme per vendere la villa in Sicilia e, con i soldi ricavati, scappare. Quando Francesca e Azzurra lo vengono a sapere, pur deluse dal padre, firmano comunque, ma l'uomo alla fine si lascia arrestare.
Intanto, Nina insiste per andare insieme a Chiara a Milano per un corso d'aggiornamento di due giorni, senza sapere che in realtà chiara deve accompagnare in gita i bambini di una casa famiglia e ha mentito perché si vergognava a dirlo al capo. Margherita, invece, accetta di partire con Francesco per un convegno a Parigi, ma, andata a Bologna per restituirgli il cercapersone che ha dimenticato, scopre che è sposato.
- Altri interpreti: Riccardo Polizzy Carbonelli (notaio Leonardi), Jgor Barbazza (Giannandrea Graziosi), Edelfa Masciotta (Beatrice)
- Ascolti: telespettatori 7 298 000 – share 24,67%[5].

## La vita in gioco
- Diretto da: Francesco Vicario
- Scritto da: Lea Tafuri

### Trama
Dopo aver lasciato un messaggio in segreteria a Guido, nel quale gli dice di aver scoperto una cosa sul marito, Giuliana - moglie del fratello di Guido, Marcello - ha un grave incidente stradale. In condizioni disperate, solo un delicatissimo intervento chirurgico potrebbe salvarle la vita ma Marcello sembra non essere propenso a correre il rischio: se l'intervento andasse male, Giuliana potrebbe sopravvivere con danni neurologici permanenti e ciò sarebbe una sorte peggiore della morte. 
Suor Angela, che ha insistito per accompagnare Guido da giuliana in ospedale, incontra Marcello venuto in ospedale per lo stesso motivo e, nonostante Guido la esorti a non intromettersi, convince Marcello a farsi ospitare per qualche giorno al convitto. Proprio qui vengono a galla i conflitti tra i due fratelli: Marcello, il maggiore dei due, è sempre stato abilissimo a imbrogliare i genitori arrivando a fingere di laurearsi, dopodiché si è indebitato al gioco. Guido, a questo punto, ha dovuto pagare i debiti vendendo due case di famiglia e usando buona parte del suo stipendio di professore universitario; vuole però tacere la cosa a Marcello perché non vuole riallacciare con lui alcun rapporto. Inoltre si scopre che è proprio per le delusioni subite da fratello maggiore che Guido è diventato di una correttezza giuridica inattaccabile e male accetta di farsi consigliare da Suor Angela. Lei per fortuna, riesce a fargli capire che esiste qualcosa di più importante della correttezza, vale a dire l'amore, e che è importante provare amore anche e soprattutto nei confronti di, come Marcello, commette errori.
In seguito, Suor Angela e Guido si recano di nuovo a trovare Giuliana e scoprono che Marcello e la dottoressa Barbara Banfi, che dovrebbe operare Giuliana, sono amanti; Marcello, grazie all'incidente, ha capito di amare molto Giuliana e decide di lasciare la dottoressa Banfi e trasferire la moglie a Ginevra in eliambulanza per farla operare. Le condizioni di Giuliana, però, si aggravano, ed è la dottoressa Banfi, convinta da Suor Angela, ad operarla. La dottoressa infatti, aveva timore del possibile esito negativo dell'intervento a Giuliana dopo che Marcello aveva dichiarato di amare ancora giuliana e, per questo, di non volerla fare soffrire. Alla fine, per fortuna, Giuliana si salva e Marcello si riconcilia con Guido, sia pur senza venire a sapere che è stato Guido a pagare i suoi debiti.
Intanto, all'ospedale, Margherita cerca di troncare la relazione con lo sposato dottor Limbiati e conosce Emilio, un corridore affetto da cardiomiopatia dilatativa in attesa di un trapianto di cuore. Tra i due sembra che nasca qualcosa.
Inoltre, Azzurra chiede il bancomat in prestito a Guido per comprare una nuova tuta a Davide, essendo bucata e molto rovinata quella che ha: Davide riesce a convincerla di prendere una in sconto, ma lei finisce ugualmente per spendere 800 euro per comprare a Davide anche un lettore musicale MP3 e pagare a Margherita dei massaggi in un centro benessere. Questo nel tentativo di consolare Margherita dopo la scoperta che il Dottor Limbiati è sposato. Per fortuna, alla fine Azzurra restituisce il bancomat a Guido dicendogli quanto ha speso e, proprio nell'occasione, lui rivela a azzurra che non è avaro come sembra bensì gli sono rimasti pochi soldi dopo aver generosamente pagato i debiti di Marcello.
- Altri interpreti: Gaia De Laurentiis (dottoressa Barbara Banfi), Michele De Virgilio (Marcello Corsi), Ludovico Fremont (Emilio Della Rosa).
- Ascolti: telespettatori 7 017 000 – share 27,36%[5].

## È mio figlio
- Diretto da: Francesco Vicario
- Scritto da: Elena Bucaccio & Emanuela Canonico

### Trama
Al convitto arrivano due amici di Guido, Giovanna e Armando. Armando nuovo professore di Diritto Costituzionale, confida a Guido di temere che Giovanna lo tradisca perché da qualche mese si comporta in modo strano. Suor Angela scopre che Giovanna, al quarto mese, ha scoperto di avere un linfoma in metastasi epatica, ma rifiuta le cure perché vuole far nascere suo figlio. Quando Armando lo viene a sapere, decide di far interdire Giovanna, ma lei si sente male. Messo di fronte alla scelta di salvare la moglie o il bambino, armando inizialmente sceglie di far tenere in vita Giovanna, ma poi cambia idea. Alla fine Giovanna partorisce naturalmente.
Intanto, Suor Costanza informa Angela che in Thailandia è stato trovato il cadavere di un occidentale che aveva con sé il passaporto di Paolo Marino, il padre di Davide. La madre superiora insiste affinché lo dica a Guido, ma suor Angela riesce a convincerla a tacere ancora un po' dopo che Guido, durante una partita di calcio di Davide, difende Davide, che aveva sbagliato un rigore, chiamandolo "mio figlio". Margherita decide di troncare la sua storia con Francesco. Nina riceve dall'avvocato Balestrari il compito di difendere Sergio, il rapinatore di una gioielleria: quando nina incontra il suo assistito, scopre con sorpresa che è Sergio incontrato quella mattina, per il quale ha preso una cotta. È curioso che Sergio e Nina si incontrano nella stessa situazione in cui Nina ha incontrato Suor Angela nel primo episodio  
- Altri interpreti: Alessandro Borghi (Riccardo Manzi), Gioia Spaziani (Giovanna Giorgianni), Alan Cappelli Goetz (Sergio), Ivan Bacchi (Armando Giorgianni), Paolo Buglioni (avvocato Balestrari).
- Ascolti: telespettatori 6 094 000 – share 21,80%[6].

## Maledetto San Valentino
- Diretto da: Francesco Vicario
- Scritto da: Mario Ruggeri

### Trama
Mancano un paio di giorni a San Valentino e, complici alcune parole di suor Angela, Azzurra si accorge di provare qualcosa per Guido. Suor Angela aiuta Davide ad organizzare una cena romantica per lei e Guido, quando scoprono che sia Giannandrea sia Beatrice non riusciranno a raggiungere i rispettivi compagni. 
Intanto, Sergio convince Nina che lui e il gioielliere si erano messi d'accordo per truffare l'assicurazione, e che in cambio lui avrebbe ricevuto cinquantamila euro, necessari per occuparsi del fratello Giacomo, affetto da un deficit cognitivo. Il giorno successivo, insieme a Suor Angela, Nina scopre che il gioielliere è stato rapinato per davvero e che non era assicurato e capisce che Sergio l'ha ingannata. Recatasi a casa sua per far compagnia a Giacomo, scopre poi che Sergio ha intenzione di scappare all'estero.
La sera di San Valentino, Giannandrea arriva a sorpresa a Modena e manda a monte la cenetta romantica organizzata da Davide. Guido si arrabbia con Suor Angela per aver aiutato/illuso Davide, e continua quindi a sciogliersi sempre più verso il bambino. Chiara che è combattuta fra Riccardo e la consacrazione, a cena accetta la proposta di matrimonio di Riccardo. Margherita rifiuta la corte di Emilio perché non si sente ancora pronta a una nuova storia. Azzurra, nonostante riconosca che Giannandrea è tutto quello che fino a poco tempo fa avrebbe desiderato, decide di lasciare Gianandrea ed ammette - a sé stessa prima e a Suor Angela poi - di essere innamorata di Guido. 
Nina dopo aver parlato di nuovo con Suor Angela si convince a denunciare Sergio se questi non si fosse costituito di sua spontanea volontà. L'arrivo della Polizia e l'arresto del ragazzo risolvono momentaneamente la questione.
- Altri interpreti: Jgor Barbazza (Giannandrea Graziosi), Alessandro Borghi (Riccardo Manzi), Alan Cappelli Goetz (Sergio), Flavio Furno (Giacomo), Ludovico Fremont (Emilio Della Rosa).
- Ascolti: telespettatori 5 874 000 – share 22,93%[6].

## Il ragazzo che voleva correre
- Diretto da: Francesco Vicario
- Scritto da: Lea Tafuri & Elena Bucaccio

### Trama
Suor Angela ospita al convitto Manuel, un ragazzo affidato a una casa famiglia perché il padre Ivan è in prigione. Manuel, in realtà, fa il corriere della droga per Thomas, uno spacciatore al quale il padre deve dei soldi. Scoperto da suor Angela, il ragazzo le dice che non sente suo padre da sei mesi. Suor Angela decide di portare Manuel in carcere ad incontrare suo padre; qui vengono a sapere che Ivan è uscito con la condizionale da tre mesi. Rintracciato l'uomo, Ivan si dimostra freddo e scostante nei confronti del figlio che, arrabbiato, distrugge le scarpe da corsa che il padre gli aveva regalato per partecipare insieme alla maratona di ottobre. Infine, Manuel accetta di rapinare una sala giochi per conto di Thomas. Per aiutare il ragazzo, suor Angela gli fa incontrare Emilio, il suo idolo, e Manuel decide di non compiere la rapina; Thomas viene arrestato.
Intanto, data l'assenza di Beatrice, Guido chiede ad Azzurra di accompagnarlo alla festa dei professori organizzata dall'università. Azzurra è poi costretta ad andarsene precipitosamente all'arrivo inaspettato di Beatrice da New York che, inoltre, comunica a Guido la chiamata a Berlino che voleva tanto. 
Nina va a trovare Sergio in carcere dopo aver ricevuto una sua lettera. Emilio, ricoverato in ospedale per una crisi respiratoria, bacia Margherita.
- Altri interpreti: Massimo Wertmüller (Giorgio Alfieri), Alessandro Borghi (Riccardo Manzi), Edelfa Masciotta (Beatrice), Lorenzo Vigevano (Manuel Mannocci), Salvatore Langella (Rodolfo Ravelli), Lorenzo Biscotti (Ivan Mannocci), Alan Cappelli Goetz (Sergio), Ludovico Fremont (Emilio Della Rosa)
- Ascolti: telespettatori 7 271 000 – share 24,12%[7].

## Nient'altro che la verità
- Diretto da: Francesco Vicario
- Scritto da: Umberto Gnoli, Camilla Paternò & Elena Bucaccio

### Trama
Carlo Ravelli muore per un attacco di cuore. Il figlio Rodolfo, ospite al convitto, incolpa dell'accaduto la governante Irina, con la quale il padre aveva una relazione. Rodolfo, infatti, considera la donna, di poco più grande di lui, un'approfittatrice e non ha mai accettato la sua presenza al fianco del padre settantenne. Irina confessa a suor Angela che Carlo è il padre di suo figlio Luca, ancora neonato; Rodolfo accetta di fare il test del DNA per verificare se la donna dice il vero. Il test risulta negativo, ma Margherita nota che i gruppi sanguigni di Carlo e Rodolfo non sono compatibili: di conseguenza, il ragazzo è nato da una relazione extraconiugale. Dopo aver accettato la cosa e aver scoperto che il padre sapeva tutto, Rodolfo si riconcilia con Irina e le chiede scusa.
Chiara confessa a Riccardo di aver pensato di farsi suora prima di accettare di sposarlo. Margherita si rende conto di amare Emilio. Azzurra finge di essersi fatta male a un piede per farsi curare da Guido. Beatrice, gelosa, fa in modo che Giannandrea torni nella vita della rivale e le fa trovare la lettera che informa Guido di aver vinto la cattedra a Berlino. 
Stanca di mentire a Guido, suor Angela gli confessa quello che ha saputo su Paolo Marino e che ne era a conoscenza da poco, dopo il suo arrivo al convitto. L'uomo furioso accusa la suora di "giocare a fare Dio" coi suoi continui segreti e manipolazioni e rivela a Azzurra che smise di fare l'avvocato quando dimostrò l'innocenza di un uomo che poi gli rivelò di essere realmente colpevole
- Altri interpreti: Massimo Wertmüller (Giorgio Alfieri), Jgor Barbazza (Giannandrea Graziosi), Alessandro Borghi (Riccardo Manzi), Edelfa Masciotta (Beatrice), Salvatore Langella (Rodolfo Ravelli), Ludovico Fremont (Emilio Della Rosa)
- Ascolti: telespettatori 7 076 000 – share 26,52%[7].

## Tutti i battiti del mio cuore
- Diretto da: Francesco Vicario
- Scritto da: Elena Bucaccio, Sabina Marabini & Umberto Gnoli

### Trama
Mentre Francesco cerca di riconquistare Margherita informandola di aver lasciato la moglie, viene trovato un possibile match per il cuore di Emilio ma - dopo i test - la compatibilità non è completa a causa di un piccolo valore. Margherita, prima che qualcun altro veda gli esiti, manipola il referto facendo risultare Emilio idoneo al trapianto. Quando suor Angela lo scopre dopo aver trovato le vere analisi nel cestino della spazzatura, cerca di convincere la ragazza a dire la verità: alla fine Margherita cede e racconta tutto a Francesco, che rimane stupito dal profondo amore che lei prova per Emilio. Quest'ultimo, pur non avendo ottenuto un cuore nuovo, chiede a Margherita di sposarlo e la ragazza accetta.
Temendo la partenza di Guido per Berlino, Azzurra decide di sposare Giannandrea, pur non amandolo, per poter adottare Davide. Al convitto arriva inaspettatamente Paolo Marino, il vero papà di Davide. Parallelamente, Chiara continua ad avere dei dubbi sul matrimonio e Riccardo le chiede di scegliere tra lui e Gesù. La ragazza decide di sposarsi, ma Riccardo capisce che la sua vocazione è troppo forte e la lascia libera.
- Altri interpreti: Massimo Wertmüller (Giorgio Alfieri), Jgor Barbazza (Giannandrea Graziosi), Alessandro Borghi (Riccardo Manzi), Luca Angeletti (Paolo Marino), Ludovico Fremont (Emilio Della Rosa).
- Ascolti: telespettatori 7 600 000 – share 25,25%[8].

## Il vero padre
- Diretto da: Francesco Vicario
- Scritto da: Elena Bucaccio

### Trama
Paolo Marino viene presentato a Davide come un amico di Manuela. Mentre padre e figlio si conoscono meglio, Giorgio incolpa suor Angela di aver plagiato Chiara e chiede l'aiuto di Nina, che non vuole perdere l'amica, per trovare qualcosa che gli permetta di vendicarsi della suora e del convitto. Nina gli consiglia così d'indagare su Paolo, che ha precedenti per spaccio, e il rettore scopre che l'uomo ha rubato quasi un milione di euro dall'azienda del patrigno: dice quindi a Chiara che, se non vuole che il nome del convitto venga rovinato per aver ospitato un delinquente, dovrà accantonare l'idea di farsi suora per un anno e partire con lui per un viaggio in giro per il mondo. Chiara accetta, ma Nina si pente e racconta del ricatto a suor Angela, che rassicura Chiara che loro se la caveranno in qualunque circostanza. 
La ragazza sceglie così di non seguire il padre. Paolo si rende conto del grande affetto che Guido prova per Davide e decide di andarsene, mentre Giannandrea annulla il matrimonio con Azzurra perché ha capito che ama Guido. Quest'ultimo, dopo aver lasciato Beatrice, si dichiara ad Azzurra il giorno del matrimonio di Margherita e i due si baciano.
- Altri interpreti: Massimo Wertmüller (Giorgio Alfieri), Jgor Barbazza (Giannandrea Graziosi), Luca Angeletti (Paolo Marino), Edelfa Masciotta (Beatrice), Ludovico Fremont (Emilio Della Rosa).
- Ascolti: telespettatori 7 511 000 – share 27,53%[8].